# 陈启智 (1979年)
陈启智（1979年4月—），男性，甘肃会宁人，中华人民共和国政治人物，现任中国共产党景泰县委员会副书记、县长。

## 生平
1979年4月，陈启智出生在甘肃省会宁县。1997年考入甘肃广播电视大学，学习汉语言文学，在家待业一年后分配至白银电视台出任一名普通干部，2005年10月升任发射部副主任。同年11月转任中共白银市委组织部副科级干部。2009年3月任党员电化教育中心主任。次年6月兼任市农村党员干部现代远程教育管理办公室副主任。2011年5月出任中共白银市委组织部组织科科长、市农村党员干部现代远程教育管理办公室副主任。2012年12月升任白银市农村党员干部现代远程教育管理办公室主任。2014年12月转任会宁县副县长。2016年10月转任白银市平川区委常委、政法委书记。2021年7月28日，景泰县召开领导干部大会，陈启智任中共景泰县委委员、常委、副书记，提名景泰县人民政府县长候选人。